# Camponotus pitjantjatarae
Camponotus pitjantjatarae é uma espécie de inseto do gênero Camponotus, pertencente à família Formicidae.